# Баранівська сільська рада (Малинський район)
Баранівська сільська рада — колишня адміністративно-територіальна одиниця та орган місцевого самоврядування в Малинському районі Малинської, Коростенської і Волинської округ, Київської та Житомирської областей УРСР з адміністративним центром у с. Баранівка.

## Населені пункти
Сільській раді на момент ліквідації були підпорядковані населені пункти:
- с. Бабина Лоза
- с. Баранівка
- с. Омелянівка

## Населення
Кількість населення сільської ради, станом на 1924 рік, становила 1 741 особу.

## Історія та адміністративний устрій
Утворена 1923 року в складі с. Баранівка та хуторів Будище, Малий Ліс, Семенів Кут Малинської волості Радомисльського повіту. 16 січня 1923 року до складу ради включено с. Омелянівка ліквідованої Омелянівської сільської ради Малинської волості. 7 березня 1923 року сільська рада увійшла до складу новоутвореного Малинського району Малинської округи.
Станом на квітень 1924 року на обліку в сільській раді числились хутори Гатище, Глинище, Грабняк, Дідівка, Криничка, Павлів Лісок, Парнище, Рудня, Святе Болото та колонія Німецька. Станом на 17 грудня 1926 року в підпорядкуванні ради перебували хутори Бабина Лоза, Зарічка, За Селом, Карпеньки, Козиний Ріг та Хваличівське. Тоді ж були зняті з обліку населених пунктів хутори Гатище та Криничка.
Станом на 1 жовтня 1941 року хутори Глинище, Грабняк, Дідівка, Зарічка, За Селом, Карпеньки, Козиний Ріг, Малий Ліс, Павлів Лісок, Парнище, Рудня, Семенів Кут, Святе Болото, Хваличівське та колонія Німецька були зняті з обліку населених пунктів.
Станом на 1 вересня 1946 року, відповідно до інформації довідника «Українська РСР. Адміністративно-територіальний поділ», на обліку в раді перебували села Бабина Лоза, Баранівка та Омелянівка. Хутір Будище не перебував на обліку населених пунктів.
Ліквідована 11 серпня 1954 року, відповідно до указу Президії Верховної ради УРСР «Про укрупнення сільських рад по Житомирській області»; територію та населені пункти ради включено до складу Головківської сільської ради Малинського району.